# Südtiroler Bergbaumuseum
Das Landesmuseum Bergbau Südtirol ist ein Museum zum Thema Bergbau in Südtirol. Es ist Teil der Körperschaft der Südtiroler Landesmuseen und über vier Standorte verteilt.

## Standorte
Das Museum betreibt Ausstellungsflächen und Schaubergwerke an vier verschiedenen Standorten im hinteren Ahrntal und am Schneeberg zwischen dem Ridnauntal und Passeier.
Am Schneeberg, einem der ehemals höchstgelegenen Bergwerke Europas, verfügt das Landesmuseum über die komplett erhaltene Produktionskette eines Bergwerks. Hier befinden sich folgende Strukturen:
- Der „Standort Ridnaun“ (Standort: ⊙) zeigt die europaweit einzigartige Übertage-Erztransportanlage sowie die vollständig erhaltene Aufbereitung in einem Bereich von etwa 1400 m hinter Maiern in Ridnaun (Gemeinde Ratschings) bis auf 2700 m Höhe. Von hier aus können die Abbaureviere auf der Passeirer Seite in verschiedenen Touren unter und über Tage erkundet werden.
- Der „Standort Schneeberg“ (Standort: ⊙) mit dem über 800 Jahre alten Erzabbaurevier befindet sich auf der Passeirer Seite des Schneebergs bei Rabenstein (Gemeinde Moos in Passeier). Es ist nur für Wanderer erreichbar. Im Gelände rund um die Schneeberghütte (2355 m) kann man die ehemalige Knappensiedlung St. Martin besichtigen, einst die höchstgelegene Dauersiedlung in den Alpen, sowie Stollen-Befahrungen unternehmen.

Im hinteren Ahrntal verfügt das Bergbaumuseum über folgende Standorte:
- Der „Standort Steinhaus“ (Standort: ⊙) ist im Kornkasten des ehemaligen Kupferbergwerkes von Prettau angesiedelt, der sich in Steinhaus (Gemeinde Ahrntal) befindet. Das Museum dient der Präsentation der Sammlung Enzenberg, durch die sich die Geschichte des Bergwerks nachzeichnen lässt.
- Der „Standort Prettau“ (Standort: ⊙) bietet die Besichtigung des St.-Ignaz-Stollens auf 1500 m Höhe in Prettau mittels einer Grubenbahn. Gleich neben dem Schaubergwerk befindet sich der „Klimastollen Prettau“, ein stillgelegter Bergwerksstollen, der sich durch sein Mikroklima für die Behandlung von Atemwegsproblemen eignet und daher der Entspannung und Erholung der Besucher dient.